# EC Wels
Der EC Wels ist ein österreichischer Eishockeyverein, der zurzeit in der 1. Oberösterreichischen Landesliga aktiv ist.

## Geschichte
Nachdem der EC Wels Anfang 1980 gegründet worden war, spielte die Mannschaft lange Zeit in den unteren Ligen und wagte nur kurzzeitig in der Saison 2003/04 den Sprung in die Oberliga. In der oberösterreichischen Landesmeisterschaft konnte die Mannschaft jedoch wenig später im Jahr 2007 ihren ersten uns bisher einzigen Meistertitel erzielen. Mit Beginn der Saison 2009/10 wurde jedoch ein neuer Weg eingeschlagen, der den Verein langfristig in den landesweiten Ligen etablieren soll.

### Ziele für die Zukunft
Der Einstieg in die Oberliga wird von der Clubleitung als erster Schritt hin zu einer Professionalisierung des Eishockeysports in Wels gesehen. Langfristig soll der Aufstieg und der Verbleib in der Nationalliga gelingen, wobei dieses Ziel angesichts der nicht geklärten zukünftigen Entwicklung der zweiten Liga derzeit nicht vorrangig ist (siehe Nationalliga 2009/10). Mit Stanislav Medrik (dem ehemaligen Kapitän des slowakischen Nationalteams) soll auch im Bereich der Nachwuchsförderung die Arbeit intensiviert werden. Die Ziele können im Großen und Ganzen als erreicht betrachtet werden, da der EC Wels sich bei seiner Premierensaison in der vorderen Tabellenhälfte platzieren konnte.
Des Weiteren nimmt die Mannschaft weiterhin an den niederösterreichischen und oberösterreichischen Landesmeisterschaften teil, um dort unter anderem den Nachwuchsspielern die langsame Annäherung an das Niveau der Oberliga zu ermöglichen, und unterhält einige Jugendmannschaften für die Altersklassen unter 13 Jahren.

## Spielstätte
Die Heimstätte der Welser ist die Eishalle Wels/Rosenau, die etwa 1.000 Zuschauern Platz bietet. Die Halle begann im Jahr 1979 als Freieisfläche mit einfachen Holzbanden, die 1991 saniert und überdacht wurde. Im Jahr 2005 wurde schließlich die Einhausung des Eisrinks vervollständigt und Kabinen installiert, die den regulären Betrieb und die Teilnahme an der Oberliga ermöglichten.